# Morti nel 1500
| Questa pagina contiene informazioni ricavate automaticamente dalle voci biografiche con l'ausilio del template Bio e di un bot. L'aggiornamento è periodico e automatico e ricostruisce completamente la pagina. Se manca una persona in questa lista, sei pregato di non aggiungerla, ma accertati piuttosto che la sua voce biografica contenga il template Bio e che i dati anagrafici siano correttamente compilati. Se il template Bio manca, inseriscilo tu stesso o, in alternativa, metti l'avviso {{tmp\|Bio}} che ne segnala la mancanza. Se i dati riportati sono sbagliati, correggi direttamente la voce biografica; le modifiche saranno visibili in questa lista entro pochi giorni. Per chiarimenti vedi il progetto biografie. La lista contiene solo le 50 persone che sono citate nell'enciclopedia e per le quali è stato implementato correttamente il template Bio. Pagina aggiornata al 18 giu 2025. |

- 17 gennaio - Giovanni Borgia, cardinale e arcivescovo cattolico spagnolo (n. 1470)
- 23 gennaio - Giorgio Valla, umanista italiano (n. 1447)
- 9 febbraio - Bernardino Caimi, religioso italiano (n. 1425)
- 10 febbraio - Niccolò Ariosto, militare italiano (n. 1433)
- 11 febbraio - Urceo Codro, umanista italiano (n. 1446)
- 17 febbraio - Francesco Berlinghieri, geografo e umanista italiano (n. 1440)
- 22 febbraio - Gerardo VI di Oldenburg, conte tedesco (n. 1430)
- 25 marzo - Gastone II di Foix-Candale, nobile francese (n. 1448)
- 25 marzo - Bartolomé Martí, cardinale e vescovo cattolico spagnolo
- 11 aprile - Michele Marullo Tarcaniota, poeta greco (n. 1453)
- 12 aprile - Leonardo di Gorizia, conte (n. 1440)
- 14 maggio - Leone Cobelli, pittore e storico italiano (n. 1425)
- 22 maggio - Pace di Maso del Bombace, architetto e disegnatore italiano (n. 1440)
- 29 maggio - Bartolomeo Diaz, navigatore portoghese (n. 1450)
- 23 giugno - Ludovico Lazzarelli, poeta e filosofo italiano (n. 1447)
- 7 luglio - Melchiorre Trevisan, generale e ammiraglio italiano (n. 1434)
- 15 luglio - Astorre Baglioni, condottiero italiano
- 15 luglio - Grifonetto Baglioni, politico italiano (n. 1477)
- 18 luglio - Niccolò Borghesi, umanista e letterato italiano (n. 1432)
- 19 luglio - Michele della Pace d'Aviz, principe (n. 1498)
- 31 luglio - Orsino Orsini, nobile italiano (n. 1473)
- 1º agosto - Gioacchino Torriani, teologo, umanista e religioso italiano (n. 1417)
- 10 agosto - Serafino de' Ciminelli, poeta e musicista italiano (n. 1466)
- 15 agosto - Antonio da Montefeltro, condottiero italiano (n. 1445)
- 18 agosto - Alfonso d'Aragona, principe (n. 1481)
- 23 agosto - Carlotta di Rethel, nobile francese (n. 1472)
- 26 agosto - Filippo I di Hanau-Münzenberg, conte tedesco (n. 1449)
- 12 settembre - Alberto III di Sassonia, nobile (n. 1443)
- 15 settembre - John Morton, arcivescovo cattolico e cardinale inglese (n. 1420)
- 26 settembre - Giberto III Pio di Savoia, nobile italiano (n. 1455)
- 1º ottobre - John Alcock, vescovo cattolico inglese (n. 1430)
- 21 ottobre - Go-Tsuchimikado, imperatore giapponese (n. 1442)
- 29 ottobre - Niccolò Maria Rangoni, condottiero italiano (n. 1455)
- 5 novembre - Giovanni di Foix-Étampes, principe
- 10 novembre - André d'Espinay, abate, arcivescovo cattolico e cardinale francese (n. 1451)
- 7 dicembre - Gurlino Tombesi, condottiero italiano
- 15 dicembre - Pêro Vaz de Caminha, esploratore portoghese (n. 1450)
- Giovanni Baleison, pittore italiano
- Berlingiero Caldora, nobile e condottiero italiano
- Carlo Canale, umanista italiano
- Giovanni Canavesio, pittore italiano
- Lancellotto Decio, giurista italiano (n. 1444)
- Giacomo di Foix, nobile francese (n. 1469)
- Neroccio di Bartolomeo de' Landi, pittore e scultore italiano (n. 1447)
- Giovanni Maria Platina, intarsiatore italiano
- Bernardo Tesauro, pittore italiano (n. 1440)
- Jakob Unrest, storico austriaco (n. 1430)
- Farrukh Yassar, sovrano azero (n. 1441)
- Antonia di Savoia, nobildonna francese
- Ahmad b. Majid al-Najdi, navigatore omanita (n. 1421)